# 20527 Дейджовестріч
20527 Дейджовестріч (20527 Dajowestrich) — астероїд головного поясу, відкритий 7 вересня 1999 року.
Тіссеранів параметр щодо Юпітера — 3,519.